# Ігнатєвське (Калузька область)
Ігнатєвське (рос. Игнатовское отделение) — село в Малоярославецькому районі Калузької області Російської Федерації.
Населення становить 21 особу. Входить до складу муніципального утворення Село Кудиново.

## Історія
Від 2004 року входить до складу муніципального утворення Село Кудиново.

## Населення
| 2002 | 2010 |
| ---- | ---- |
| 36   | ↘21  |